# 이와시미즈 하치만궁

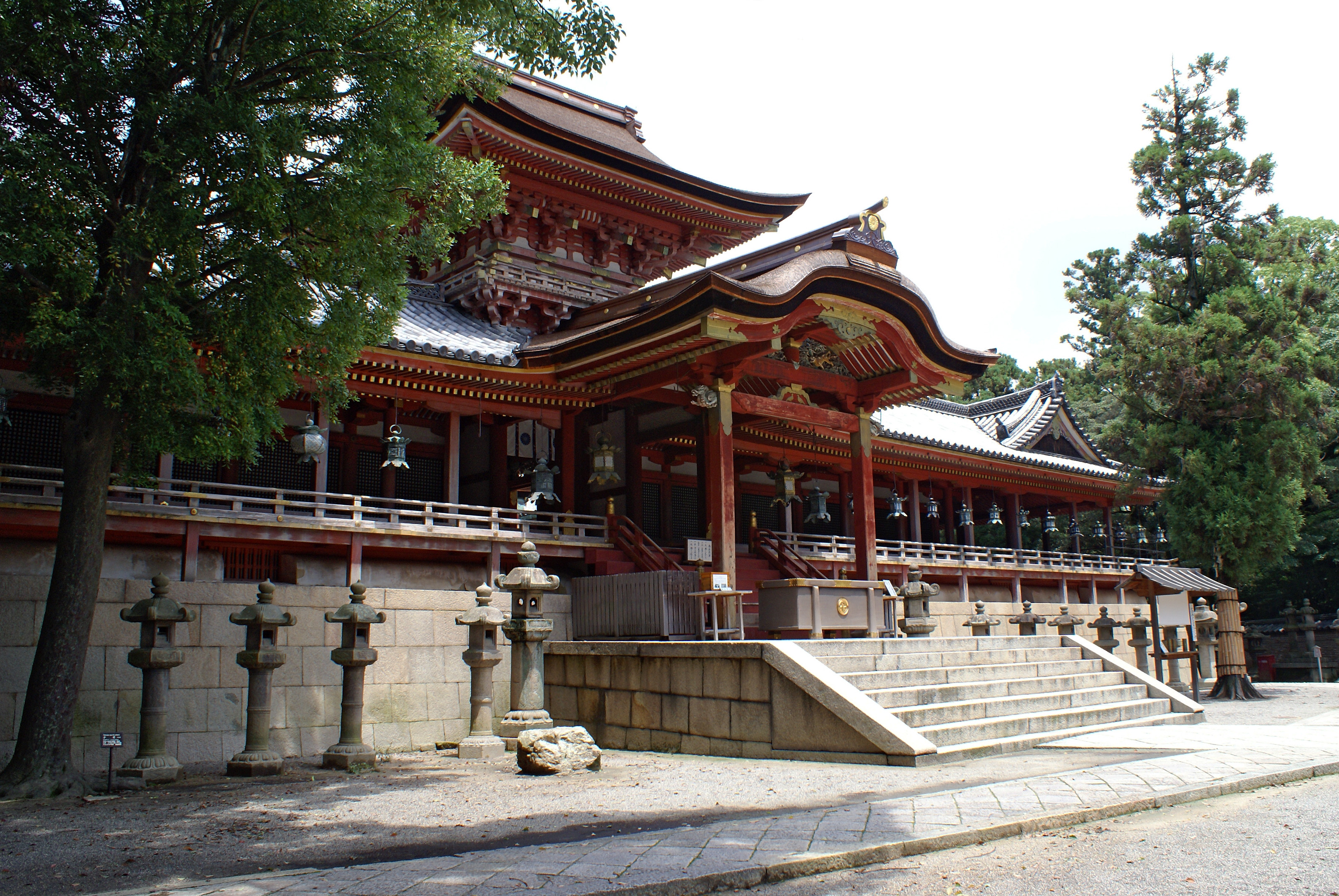
이와시미즈 하치만궁

이와시미즈 하치만궁(일본어: 石清水八幡宮)은 교토부 야와타시에 위치한 신사이다. 옛 명칭은 「오토코야마하치만구」(男山八幡宮)이다. 일본 신토의 이십이사(二十二社, 상칠사上七社)의 하나로 미에현(三重県) 이세시(伊勢市)의 이세 신궁(伊勢神宮)과 함께 니쇼소묘(二所宗廟) 즉 일본 왕실의 종묘와도 같은 역할을 했던 곳이다. 옛 사격(社格)은 관폐대사(官幣大社)로 오늘날 일본 신토의 신사본청(神社本庁)의 별표신사(別表神社)이다.
오이타현(大分県)의 우사시(宇佐市)에 소재한 우사 신구(宇佐神宮) ・ 후쿠오카시(福岡市) 히가시구(東区) 소재 하코자키구(筥崎宮) 또는 가나가와현(神奈川県) 가마쿠라시(鎌倉市) 소재 쓰루가오카 하치만구(鶴岡八幡宮)와 함께 일본 3대 하치만구의 하나로 꼽히기도 한다. 또한 참배시 사방배(四方拝)로 요배를 행하는 신사 가운데 하나이기도 하다. 본전(本殿)을 포함한 건조물 열 채가 오늘날 일본의 국보로 지정되어 있다.

## 개요
헤이안 시대 전기에 하치만구 총본사(八幡宮総本社)였던 우사 신궁으로부터 권청(勧請)을 받아서 지었으며, 교토 분지 남서쪽 오토코 산(男山, 하토가미네 봉鳩ヶ峰、표고 143미터) 위에 위치하였다. 일본 황실이 위치한 교토에서 보아 다소 거리가 멀었던 우사 신궁을 대신하여 니쇼소묘(二所宗廟)의 하나로써 숭경을 받는 동시에, 교토의 이귀문(裏鬼門, 남서)을 수호하는 신사의 대표격으로써 귀문(鬼門, 북동쪽)의 엔랴쿠지(延暦寺)와 함께 중시되었다. 무가(武家)로부터는 특별히 겐지(源氏)의 미나모토노 요시이에(源義家)가 본 신사에서 원복(元服, 관례)을 올렸던 연고로 무신(武神)으로써 신앙을 얻었으며, 겐지의 세력 확장과 함께 쓰보이 하치만구(壺井八幡宮) ・ 쓰루가오카 하치만구 등 본 신사로부터 각지로 하치만구가 권청되어 건축되었다.
이와시미즈 하치만구는 창건 이래 경내의 불교 사찰 호국사(護国寺)와 일체화된 궁사(宮寺) 형식이었다. 한때는 많은 전각이 산기슭을 따라 소재하였으며 그 모습은 산기슭에 지은 사전(社殿)인 다카라 신사(高良神社)를 하치만구와 착각했던 『쓰레즈레구사』(徒然草)의 이야기에서도 알 수 있다. 그 뒤 메이지 유신(明治維新)과 신불분리(神仏分離)에 의해 불교 양식은 배제되었다. 불교 양식으로 이루어지던 방생회 또한 이 무렵에 「이와시미즈 마쓰리」(石清水祭)라는 이름으로 변했고 이후 본 신사의 대제(大祭)로써 아오이 마쓰리(葵祭) ・ 가스가 마쓰리(春日祭)와 함께 일본 3대 칙제(日本三大勅祭)의 하나로 알려져 있다.
경내는 일본의 국가 사적으로 지정되어 있고、크게 본궁(本宮)이 있는 산 위의 상원(上院)과 둔궁(頓宮)이나 다카라 신사가 있는 산기슭의 하원(下院)으로 구역을 나누어 볼 수 있다. 또한 또한 이와시미즈 하치만구 경내 건축물 열 채가 일본의 국보로 지정되어 있다.「야와타 하치만 씨」(やわたのはちまんさん)이라고 친근하게 불리기도 한다.

## 제신
이와시미즈하치만구의 제신은 다음과 같은 3위(位)이다. 3위의 신들을 총칭하여 「하치만 산소 오카미」(八幡三所大神), 「하치만노 오카미」(八幡大神) 등으로 부르기도 한다.
- 나카노고젠(中御前) : 혼다와케노 미코토(誉田別命)

일본 제15대 오진 천황(応神天皇)의 본명으로 전한다.
- 니시노고젠(西御前) : 히메오오카미(比咩大神)

무나카타 3여신(宗像三女神) 즉 다기리히메노 미코토(多紀理毘売命), 이치키시마노히메노 미코토(市寸島姫命), 다기쓰히메노 미코토(多岐津比売命)의 3위이다.
- 히가시노고젠(東御前) : 오키나가타라시히메노 미코토(息長帯姫命)

진구 황후(神功皇后)의 본명으로 전한다.

## 역사
조간(貞観) 원년(859년)에 구카이(空海)의 제자로 난토(南都) 다이안지(大安寺)의 승려였던 교쿄(行教)가 부젠 국(豊前国)의 우사 신궁으로부터 「나를 도읍 가까운 오토코야마 산봉우리에 옮겨 모시고 국가를 진호케 하라」라는 신탁을 받고 이듬해인 조간 2년(860년) 세이와 천황(清和天皇)이 사전(社殿) 건물을 조영하게 한 것이 이와시미즈 하치만구의 시작이었다.
「이와시미즈」(石清水)라는 이름은 오토코야마 산중턱에서 발원하는 계곡물 이와시미즈(石清水)에서 유래하였다고 한다. 또한 원래 오토코야마 산기슭에 진좌해 있었던 와케 씨(和気氏)의 우지데라(氏寺) 진간지(神願寺)는 구카이와 연고가 있는 다카오 산사(高雄山寺)의 이름을 진고지(神護寺)로 고쳐 와케 집안의 새로운 우지데라로 삼고 원래의 진간지는 하치만 신을 권청하여 새로운 위치를 부여하도록 교쿄가 세이와 천황의 후견인이었던 후지와라노 요시후사(藤原良房)에게 권하였다는 설이 있으나, 진간지의 위치에 대해서는 여러 가지 설이 있어 오늘날까지도 가능성 단계에 그치고 있다.
이와시미즈 하치만구가 창건되고 약사여래(薬師如来)를 본존으로 하는 이와시미즈데라(石清水寺)가 그 진구지(神宮寺)가 되어 조간 4년(862년) 명칭을 호국사(護国寺)로 고치면서 신불습합(神仏習合)의 색채가 더욱 짙어졌다.
덴교(天慶) 2년(939년) 이세 신궁 다음으로 봉폐를 받는 지위를 얻었다. 일본의 황실 ・ 조정으로부터는 교토의 남서쪽 이귀문(裏鬼門)을 수호하는 왕성수호진호(王城守護鎮護)의 신이자 일본의 왕권 ・ 수운(水運)을 맡는 신으로써 두터운 숭경을 받았으며, 천황 ・ 상황(上皇) ・ 법황(法皇) 등이 이곳에 행행한 것은 250회에 달한다. 중세 이후 하치만 신을 권청해왔던 우사 신궁을 대신해 이세 신궁과 함께 니쇼소묘(二所宗廟)의 하나로 꼽혔다. 또한 세이와 겐지의 분파인 아시카가 씨(足利氏) ・ 도쿠가와 씨(徳川氏) ・ 이마가와 씨(今川氏) ・ 다케다 씨(武田氏) 등 겐지 씨족들로부터 우지가미(氏神)로써 숭경을 받았기에 무신(武神) ・ 궁시(弓矢)의 신 ・ 전승의 신으로 모셔졌다. 이들 겐지에 의해 이와시미즈 하치만구의 분령(分霊)은 미나모토노 요리요시(源頼義)가 권청한 쓰보이 하치만구 ・ 요리토모(頼朝)가 권청한 가마쿠라의 쓰루가오카 하치만구 등 수많은 하치만구에 권청되었다.
막부 말기까지 신불습합의 궁사(宮寺)로써 「이와시미즈 하치만구 호코쿠지」(石清水八幡宮護国寺)라 불리며 도지(東寺, 교왕호국사教王護国寺) ・ 기요미즈데라(清水寺) ・ 히에이 산 엔랴쿠지(比叡山延暦寺) ・ 닌나지(仁和寺) ・ 로쿠온지(鹿苑寺, 긴카쿠지金閣寺) ・ 시쇼지(慈照寺, 긴가쿠지銀閣寺) ・ 쇼코쿠지(相国寺) ・ 다이안지(大安寺) 등 많은 사원들과 깊은 관계를 지녔다. 또한 이세 헤이시(伊勢平氏)에게도 중시되어, 다이라노 다다모리(平正盛)가 이와시미즈 하치만구 조영에 공을 세우거나 그 아들 기요모리(清盛)가 이세 헤이시의 임시제(臨時祭)에서 춤을 추었다는 것이 알려져 있다. 에도 시대(江戸時代)까지도 이와시미즈 하치만구는 호코쿠지(護国寺)나 고쿠라쿠지(極楽寺)、벤텐도(弁天堂)를 비롯한 「오토코야마 48방」(男山48坊)이라 불리며 참배길에 참배객들을 위한 여관이 늘어서 있었다고 하며, 간에이(寛永) 3필의 한 사람으로 꼽히는 서예가 쇼카도 쇼죠(松花堂昭乗)도 이곳에서 사승(社僧) 역할을 했던 것으로 알려져 있다.
게이오(慶応) 4년(1868년, 메이지 원년) 3월 12일, 메이지 신정부는 이른바 신불분리령(神仏分離令)을 내려, 이에 의해 이와시미즈 하치만구의 신호(神号)를 불교적 색채를 띤 「하치만 대보살」(八幡大菩薩)에서 「하치만 오카미」(八幡大神)로 고쳤다. 1871년(메이지 4년)에 근대 사격(社格) 제도에 의해 관폐대사(官幣大社)의 반열에 올랐다. 1883년(메이지 16년)에는 칙폐사(勅祭社)가 되었다.
사호(社号)는 1869년(메이지 2년) 8월에 「오토코야마 하치만구」(男山八幡宮)로 고쳤으나 1918년(다이쇼 7년) 1월에 다시 「이와시미즈 하치만구」로 되돌려 오늘날에 이르고 있다.
한편 진구지였던 호코쿠지는 폐불훼석(廃仏毀釈)으로 폐사되고, 호코쿠지의 주지였던 도키(道基)는 1869년(메이지 2년) 절에서 본존으로 모시던 약사여래상과 십이신장상(十二神将像)을 아와지 섬(淡路島)의 도산지(東山寺)로 옮겼다.

## 같이 보기
- 미나모토노 요리노부